# Переторги
Переторги (рос. Переторги) — присілок в Вигоницькому районі Брянської області Російської Федерації.
Населення становить 107 осіб. Входить до складу муніципального утворення Сосновське сільське поселення.

## Історія
Від 2005 року входить до складу муніципального утворення Сосновське сільське поселення.

## Населення
| 2010 | 2013 |
| ---- | ---- |
| 108  | ↘107 |